# بخش اوگرانسکی
بخش اوگرانسکی (به لاتین: Ugransky District) یک منطقهٔ مسکونی در روسیه است که در استان اسمولنسک واقع شده‌است.